# Sumba
La isla de Sumba (en indonesio: Pulau Sumba) es una isla indonesia perteneciente a la provincia de Nusa Tenggara Oriental. Con una extensión de 11.153 km², tiene una población de 611.422 habitantes.
La principal localidad de la isla es Waingapu, con una población de unos 10.700 habitantes, cercana al aeropuerto. Los isleños son de origen malayo y melanesio; aunque muchos practican la tradicional religión Malapu o Malafu, otros son cristianos (calvinistas y católicos) y algunos musulmanes suníes.
Como el resto de islas que forman las Islas de la Sonda, Sumba pertenece al área de la Línea de Wallace (Wallacea), de gran interés científico por su rica biodiversidad, al ser islas ubicadas entre el Sudeste asiático y Oceanía. 
Conocida antaño como la Isla de la Madera, Sumba es mundialmente conocida por sus pequeños caballos y su excelente paño de doble Ikat. El oeste de la isla (capital Waikabubak) cuenta con tumbas en grandes piedras (megalitos) y sus chozas con techos de paja. Todavía en la actualidad se siguen construyendo tumbas megalíticas para algunas personas ricas. El futuro difunto (se construyen en vida) organiza el traslado de la piedra desde la cantera hasta su aldea (kampung). Un día a la semana se reúnen docenas de personas de todos los kampung cercanos, y van arrastrando la piedra sobre rodillos. El pago de esta mano de obra se hace en especies (el jefe mata varios animales y prepara una gran comida colectiva). Los funerales incluyen aquí el sacrificio de numerosos cerdos, búfalos, perros y caballos. Otras ceremonias son el Pajura o Pasola, combate tradicional de jinetes enfrentados con lanzas que buscan sangrar al adversario, así como los festivales del Año Nuevo lunar en octubre y noviembre, con carreras y danzas rituales.